# Nannophlebia
Nannophlebia is een geslacht van libellen (Odonata) uit de familie van de korenbouten (Libellulidae).

## Soorten
Nannophlebia omvat 24 soorten:
- Nannophlebia adonira Lieftinck, 1938
- Nannophlebia aerostiba Lieftinck, 1955
- Nannophlebia agalma Lieftinck, 1963
- Nannophlebia aglaia Lieftinck, 1948
- Nannophlebia alexia Lieftinck, 1933
- Nannophlebia amaryllis Lieftinck, 1955
- Nannophlebia amnosia Lieftinck, 1955
- Nannophlebia amphicyllis Lieftinck, 1933
- Nannophlebia ampycteria Lieftinck, 1933
- Nannophlebia anacharis Lieftinck, 1955
- Nannophlebia anatya Lieftinck, 1933
- Nannophlebia anticantha Lieftinck, 1963
- Nannophlebia arethusa Lieftinck, 1948
- Nannophlebia axiagastra Lieftinck, 1933
- Nannophlebia biroi (Förster, 1900)
- Nannophlebia braueri (Förster, 1900)
- Nannophlebia buruensis Lieftinck, 1926
- Nannophlebia eludens Tillyard, 1908
- Nannophlebia imitans Ris, 1900
- Nannophlebia injibandi Watson, 1969
- Nannophlebia kalkmani Theischinger & Richards, 2011
- Nannophlebia lorquinii (Selys, 1877)
- Nannophlebia mudginberri Watson & Theischinger, 1991
- Nannophlebia risi Tillyard, 1913